# 岸本康通

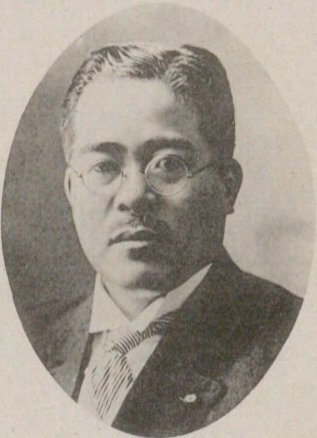
岸本康通

岸本 康通（きしもと やすみち、1878年〈明治11年〉3月23日 - 1930年〈昭和5年〉9月19日）は、衆議院議員（立憲政友会）、宇治山田市（現在の伊勢市）市長。

## 経歴
岡山県和気郡山田村（現在の和気町）出身。1902年（明治35年）に日本大学を、1904年（明治37年）に法政大学を卒業した。法政大学卒業の前年に判検事登用試験に合格し、司法官試補、東京地方裁判所検事、陸軍法官部理事、関東都督府理事、第11師団法官部長、大阪府警視、群馬県警察部長、佐賀県内務部長、三重県内務部長を歴任した。1921年（大正10年）、宇治山田市長に就任し、1924年（大正13年）まで在任した。退任後は、弁護士業務に従事した。
1928年（昭和3年）、第16回衆議院議員総選挙に出馬し、当選した。その他、名古屋土地株式会社・中村電気軌道株式会社・三重工業株式会社の取締役を務めた。墓所は多磨霊園。